# José Dantas Barbosa
José Dantas Barbosa (Lisboa, Portugal, 15 de junho de 1703 — Lisboa, Portugal, 13 de julho de 1770) foi um prelado português da Igreja Católica e bispo auxiliar do Patriarcado de Lisboa.

## Biografia
José foi ordenado sacerdote em 20 de dezembro de 1727.
Em 11 de março de 1743, foi nomeado bispo auxiliar do Patriarcado de Lisboa e arcebispo titular de Lacedemônia, função que ocupou até sua morte em 1770.
Recebeu sua ordenação episcopal do cardeal Tomás de Almeida, patriarca de Lisboa, em 9 de junho de 1743.
José Dantas Barbosa morreu em 13 de julho de 1770, aos 67 anos, tendo servido por 27 anos como bispo auxiliar de Lisboa.

## Ordenações episcopais
Dom José Dantas Barbosa foi o celebrante principal das ordenações episcopais de:
1. Pedro Jacinto Valente, O. Cristo, nomeado bispo de Santiago de Cabo Verde, em 1753.

1. António Nogueira, nomeado bispo de São Tomé e Príncipe, em 1753.

1. Bartolomeu Manuel Mendes dos Reis, nomeado bispo de Macau, em 1753.

1. Francisco Xavier Aranha, nomeado bispo coadjutor de Olinda, em 1754.

1. Vicente da Gamal Leão, nomeado bispo coadjutor de São Sebastião do Rio de Janeiro, em 1756.

1. Gaspar de Bragança, nomeado arcebispo de Braga, em 1758.

1. Francisco de Saldanha da Gama, nomeado Patriarca de Lisboa, em 1759.

Foi co-celebrante da ordenação episcopal de:
1. Manuel de Santa Ines Ferreira, O.C.D., nomeado bispo de Angola e Congo, em 1746.

1. Francisco de São Tiago, O.F.M., nomeado bispo de São Luís do Maranhão, em 1746.

1. Bernardo Rodrigues Nogueira, nomeado bispo de São Paulo, em 1746.

1. Ludovico Das Chagas, O.S.A., nomeado bispo de São Tomé e Príncipe, em 1746.

1. João Cosme da Cunha, C.R.S.A., nomeado bispo e cardeal, em 1746.

1. Miguel de Bulhões e Souza, O.P., nomeado bispo de Malaca, em 1746.

1. Antônio da Madre de Deus Galvão, O.F.M., nomeado bispo de São Paulo, em 1750.

1. Aleixo de Miranda Henriques, O.P., nomeado bispo de Miranda, em 1758.

1. Lourenço de Lencastre, nomeado bispo de Leiria, em 1759.